# 耶齐德二世
耶齊德二世（阿拉伯语：‎；687年—724年1月26日），伊斯蘭教第十三代哈里發，阿拉伯帝国伍麦叶王朝第九代哈里发。687年出生，父亲是倭马亚王朝第五代哈里发阿卜杜勒-馬利克·本·馬爾萬·本·哈卡姆，720年2月4日继承欧麦尔二世，成为哈里发。724年1月26日去世，弟弟希沙姆一世即位。